# Аргельська ГЕС
Аргельська ГЕС — гідроелектростанція у Вірменії. Знаходячись між Разданською ГЕС та Арзнинською ГЕС, входить до складу дериваційного каскаду на ресурсі з озера Севан, яке дренується річкою Раздан (ліва притока Араксу, який, своєю чергою, є правою притокою Кури, що тече до Каспійського моря).
У межах проєкту на Раздані за допомогою кам'яно-накидної греблі із глиняним ядром створили Ахпаринське водосховище з об'ємом 5,6 млн м3 та корисним об'ємом 4,1 млн м3. Звідси по лівобережжю прокладена дериваційна траса Аргельської ГЕС, яка складається з трьох каналів загальною довжиною 6,5 км та чотирьох тунелів загальною довжиною 11,6 км. Вона подає ресурс у верхній балансувальний резервуар з об'ємом 300 тис. м3, звідки беруть початок чотири напірні водоводи довжиною по 0,84 км.
Основне обладнання станції становлять чотири турбіни типу Френсіс потужністю по 56 МВт, які використовують напір у 285 метрів.
У 1995 році внаслідок дощів стався зсув, котрий перекрив річище Раздану та призвів до затоплення машинного залу. Відновлювальні роботи дозволили ввести перший гідроагрегат вже через п'ять місяців. Втім, остаточно станція відновила свою потужність лише у 2006 році, коли завершили заміну статора на найбільш пошкодженому агрегаті.
За проєктом річний виробіток електроенергії на Аргельській ГЕС повинна була становити 870 млн кВт·год на рік. Утім, це досягалося за рахунок спрацьовування природних запасів озера Севан, що призвело до стрімкого зниження його рівня. На тлі спроб відновити озеро наразі Аргельська станція продукує лише 200 млн кВт·год електроенергії на рік.
Видача продукції відбувається по ЛЕП, розрахованій на роботу під напругою 110 кВ.